# Te comería a versos

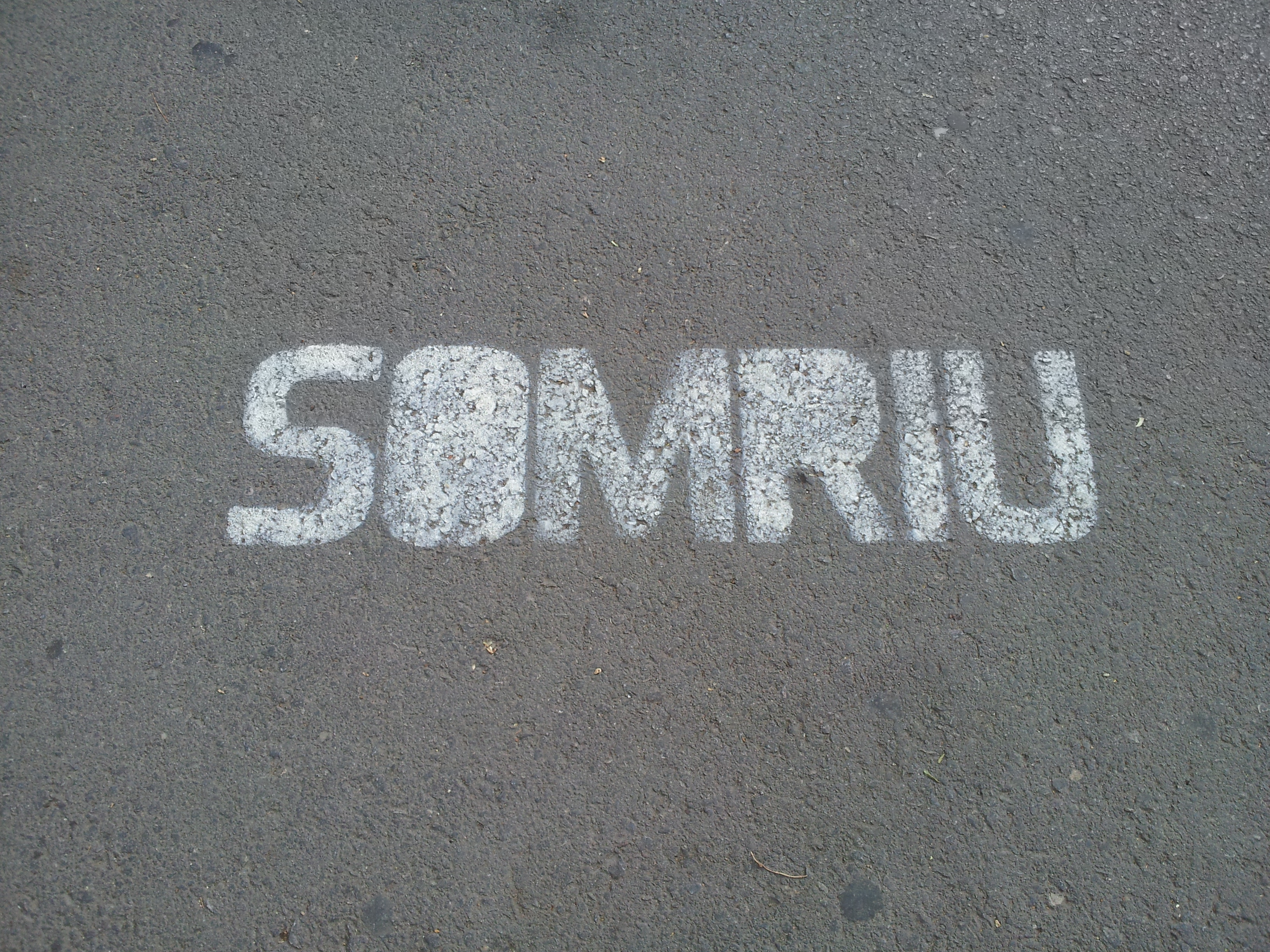
Somriu, situat a prop de l'Avinguda de Primat Reig de València.

Te comería a versos (Et menjaria a versos, en català-valencià) és un moviment urbà consistent a pintar citacions literàries en blanc als passos de zebra, provocant que la citació siga camuflada en el pas de pedestres mateix, confonent-s'hi com un element més d'aquest.

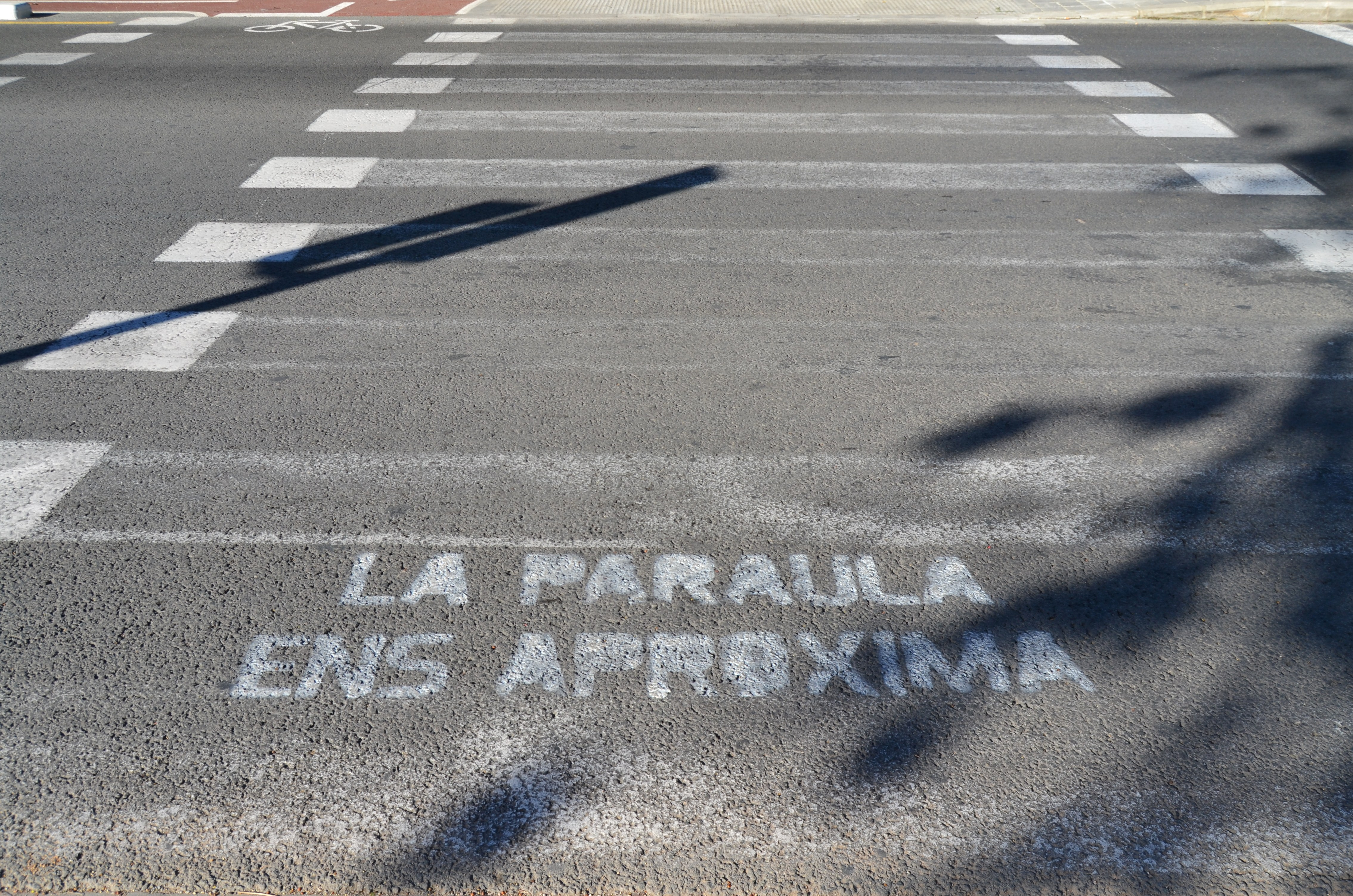
La paraula ens aproxima, situat prop dels Jardins del Real de València.

Arran de la Crisi de final de la dècada del 2000, que a Espanya s'allargaria durant la dècada de 2010, els ajuntaments de les ciutats espanyoles van posar en obra diferents mesures d'estalvi, com per exemple, de buidar de pintura els passos de vianants, pintant-ne només els laterals. Aprofitant els espais deixats per mesures d'estalvi com aquesta, el col·lectiu artístic Boa Mistura i l'artista Leiva van portar a terme als carrers de Madrid una sèrie d'accions consistent a guixar versos a diversos passos de pedestres. Inicialment van ser 22 versos, extrets de cançons de Leiva i del raper Rayden.
A poc a poc la iniciativa es va anar estenent també a la ciutat de Barcelona, i a València on arribaria entre desembre de 2014 i gener de 2015. Les primeres pintades van aparèixer en zones properes als campus de Blasco Ibáñez i Tarongers, com al Barri de Benimaclet.